# Димітріє Греческу
Димітріє Греческу (рум. Dimitrie Grecescu; 15 червня 1841, Чернець, Мехедінць — 2 жовтня 1910, Бухарест) — румунський вчений, ботанік, лікар, член Румунської Академії (1907).

## Біографія
За допомогою своїх учнів зробив найповніший гербарій — «Гербарій флори Румунії» з рослин з усіх куточків країни, а потім разом зі своїми закордонними колегми склав «Гербарій європейських рослин».
У 1898 написав свою найважливішу роботу, фундаментальну книгу румунської науки «Conspectul Florei României». В ній представлена повна класифікація рослин, і поряд з науковими назвами вказані популярні.
Він був одним із засновників Товариства медичних наук в Бухаресті, також є членом ботанічного товариства Франції, він вважається одним із засновників медичної ботаніки в Румунії.

## Наукові роботи
- Основні наукові роботи присвячені флористиці і геоботаніці;
- Розробив наближену до природної класифікацію рослин;
- Автор капітальної праці по флорі лікарських рослин;
- дин з основоположників флористичних і геоботанічних досліджень в Румунії.